# Astragalus salsugineus
Astragalus salsugineus är en ärtväxtart som beskrevs av Grigorij Silych Karelin och Ivan Petrovich Kirilov. Astragalus salsugineus ingår i släktet vedlar, och familjen ärtväxter.

## Underarter
Arten delas in i följande underarter:
- A. s. multijugus
- A. s. salsugineus